# Mandat für Mai
Mandat für Mai ist eine sechsteilige deutsche Justizfernsehserie von Sven Fehrensen und Eva Wolf, die von der Real Film Berlin produziert wurde. Die Hauptrolle ist mit Julia Hartmann als Berliner Anwältin Maria „Mai“ Gardner besetzt. Ab dem 14. März 2024 standen alle sechs Folgen in der ZDFmediathek zur Verfügung. Die Erstausstrahlung erfolgte ab dem 21. März 2024 im ZDF. Ende Mai 2024 gab das ZDF bekannt, eine ursprünglich geplante weitere Staffel nicht zu produzieren.

## Inhalt
Die Berliner Anwältin Maria „Mai“ Gardner fährt für einen rechtlichen Termin ins Vogtland und beschließt, begeistert von Land und Leuten, dort sesshaft zu werden. Auch ist sie, mit ihrem 15-jährigen Sohn Kaleb im Schlepptau, der Hoffnung, Zuflucht vor ihrem gewalttätigen Ehemann Bo Beureith zu finden. Gardner renoviert im Vogtland ein Haus und erlernt zu Sicherheitszwecken das Schießen.

## Besetzung
| Rolle               | Schauspieler          | Episoden | Rollenbeschreibung                                                |
| ------------------- | --------------------- | -------- | ----------------------------------------------------------------- |
| Maria „Mai“ Gardner | Julia Hartmann        | 1–6      | Anwältin aus Berlin, verheiratet mit Bo, Mutter von Kaleb Gardner |
| Bo Beureith         | Kai Schumann          | 1–6      | Ehemann von Maria „Mai“ Gardner, Vater von Kaleb Gardner          |
| Kaleb Gardner       | Jashan Gupta          | 1–6      | Sohn von Maria „Mai“ Gardner und Bo Beureith                      |
| Heike Reihental     | Birge Schade          | 1–6      | Bürgermeisterin, betreibt einen Dessoushandel für Plauener Spitze |
| Johann Meyer        | Christoph Schechinger | 1–6      | Pfarrer, Leiter des Männerchors Göltzschtal                       |
| Urs Bornfeld        | Moritz Otto           | 1–6      | Förster und Jäger                                                 |

## Episodenliste
| Nr. (ges.) | Nr. (St.) | Originaltitel | Erstausstrahlung D | Regie          | Drehbuch     |
| ---------- | --------- | ------------- | ------------------ | -------------- | ------------ |
| 1          | 1         | Vogtland      | 21. März 2024      | Sven Fehrensen | Hille Norden |
| 2          | 2         | Wendepunkt    | 21. März 2024      | Sven Fehrensen | Hille Norden |
| 3          | 3         | Neue Chance   | 28. März 2024      | Sven Fehrensen | Marc Terjung |
| 4          | 4         | Angekommen    | 28. März 2024      | Eva Wolf       | Marc Terjung |
| 5          | 5         | Zweifel       | 4. Apr. 2024       | Eva Wolf       | Marc Terjung |
| 6          | 6         | Entscheidung  | 4. Apr. 2024       | Eva Wolf       | Marc Terjung |

## Produktionsnotizen

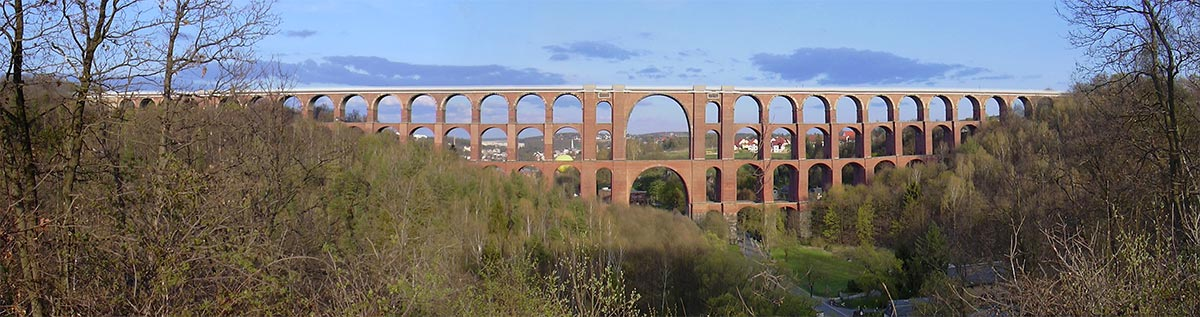
Göltzschtalbrücke im Vogtland, einer der Drehorte

Mandat für Mai wurde vom 13. Juni 2023 bis zum 24. August 2023 im Vogtland an Schauplätzen wie der Göltzschtalbrücke und näherer Umgebung gedreht.

## Kritik
Im Vogtland riefen die Filme gemischte Reaktionen hervor. Kritisiert wurde vor allem fehlender Dialekt, und die Darstellung der Vogtländer als „Hinterwäldler [...] mit hohem Schnapskonsum“ während des Autofahrens, die zudem Kittelschürzen tragen. Zudem wurde eine Szene kritisiert, in der die Protagonisten mit einer Waffe im Wald schießen. Es wurde kritisiert, dass die Göltzschtalbrücke in zu viele Landschaftsaufnahmen teils willkürlich hineingeschnitten wurde.